# Douigni
Douigni é um departamento da província de Nyanga, no Gabão.